# Плешки (Тверская область)
Плешки́ — деревня в Ржевском районе Тверской области. Относится к сельскому поселению «Успенское».

## География
Находится в 16 километрах к северо-востоку от города Ржева, на автодороге «Ржев — Тверь».

## История

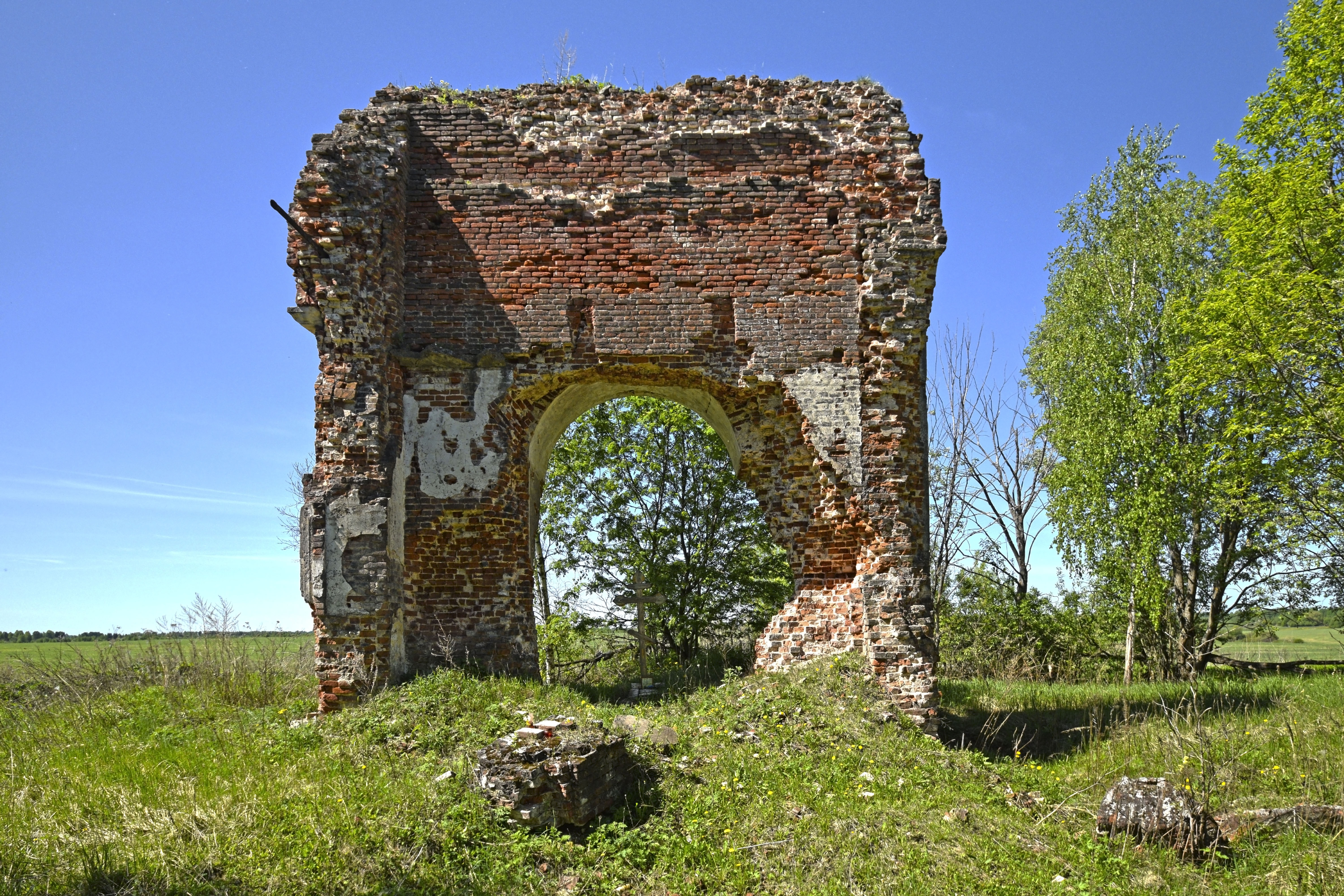
Руины Церкви Михаила Архангела в урочище Щапово близ деревни Плешки

В урочище Щапово близ деревни в 1844 году построена была каменная Церковь Михайловская с 3-мя престолами: в холодной Архистратига Михаила, в теплой южный Пророка Илии, северный Святителя Николая. Церковные документы: опись, метрики с 1780 года, исповедные с 1829 года.
Во второй половине XIX — начале XX века деревня Плешки относилась к Масловской волости Ржевского уезда Тверской губернии. В 1859 году — 37 дворов, 329 жителей. По переписи 1920 года в деревне 72 двора, 432 жителя.
Во время Ржевской битвы 1942—1943 годов в окрестностях деревни ожесточённые бои, освобождена 15 августа 1942 года. На месте домов в западной части современной деревни до войны была отдельная деревня Батюки.
В 1997 году — 78 хозяйств, 228 жителей, центральная усадьба ТОО (б.совхоза) «Панинский», детсад, клуб, библиотека, медпункт, отделение связи, магазин, столовая, баня.

## Население
| 1859 | 1883 | 2002 | 2010 |
| ---- | ---- | ---- | ---- |
| 329  | ↘320 | ↘219 | ↘204 |

## Достопримечательности
В урочище Щапово расположены остатки Церкви Михаила Архангела (1844).

## Известные люди
В деревне Плешки родился Герой Советского Союза Дмитрий Семёнович Молодцов (1908—1943). При прорыве блокады Ленинграда в январе 1943 года погиб, закрыв своим телом амбразуру вражеского дзота.